# Fédération slovaque de basket-ball
La Fédération de Slovaquie de basket-ball ou HKSBA, (Slovenska Basketbaluva Asociacia) est une association, fondée en 1993, chargée d'organiser, de diriger et de développer le basket-ball en Slovaquie.
La HKSBA représente le basket-ball auprès des pouvoirs publics ainsi qu'auprès des organismes sportifs nationaux et internationaux et, à ce titre, la Slovaquie dans les compétitions internationales. Elle défend également les intérêts moraux et matériels du basket-ball slovaque. Elle est affiliée à la FIBA depuis 1993, ainsi qu'à la FIBA Europe.
La HKSBA organise également le championnat national.